# Zoltán Verrasztó
Zoltán Verrasztó (n. 15 martie 1956, Budapesta, Republica Populară Ungară) este un înotător maghiar, medaliat olimpic. A participat la 2 ediții ale Jocurilor Olimpice (1976, 1980) în care a câștigat o medalie de argint și o medalie de bronz.